# Franz Xaver Debler

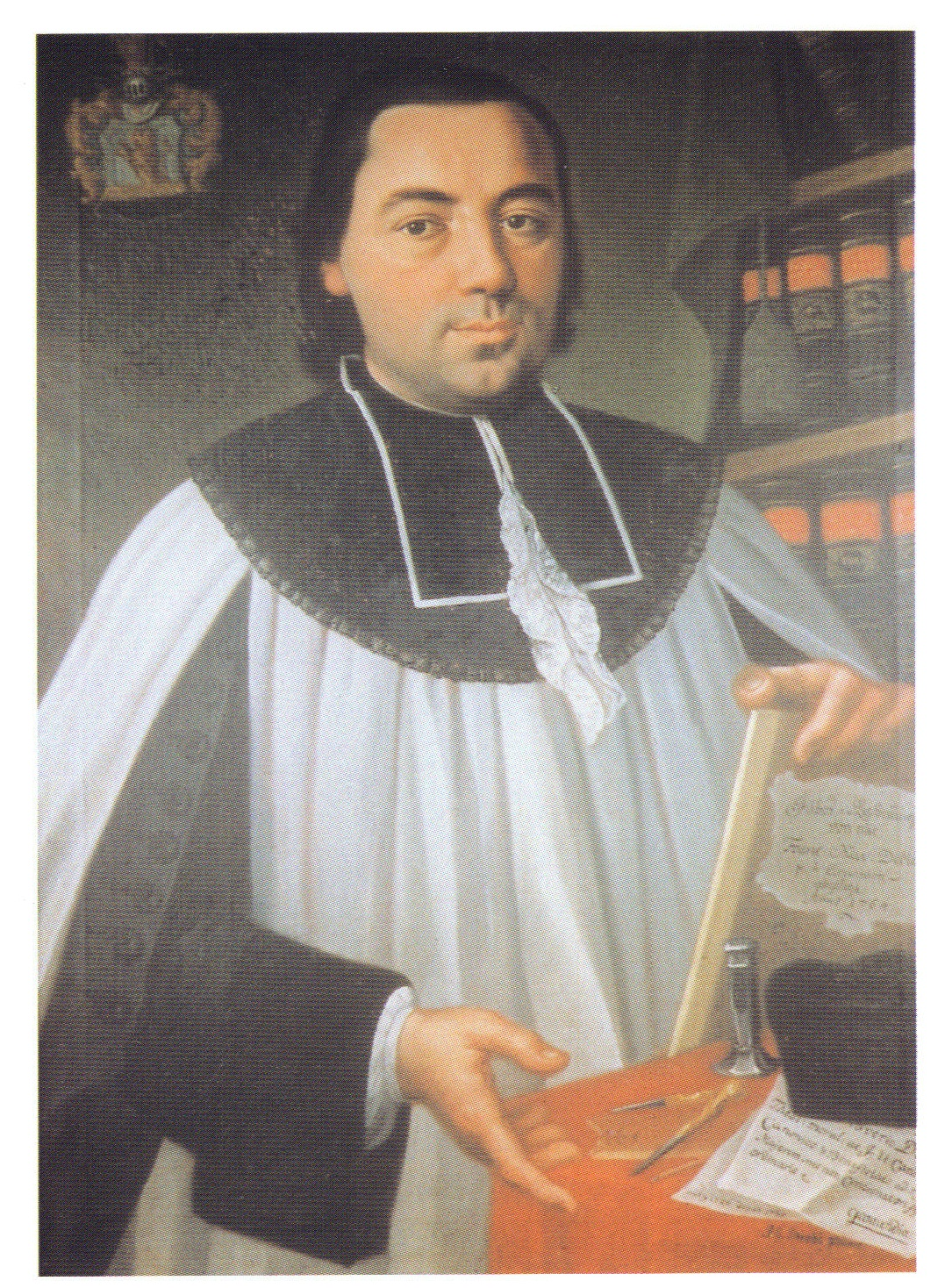
Stiftspropst und -dekan Franz Xaver Debler, Gemälde von um 1764 im Münsterpfarrhaus.

Franz Xaver Debler (* 16. Februar 1726 in Schwäbisch Gmünd; † 8. August 1802 ebenda) war ein Kleriker, Historiker und Chronist in Schwäbisch Gmünd.

## Leben
Als Kind des Gmünder Patriziates gehörte Debler zu den ersten Schülern der Lateinschule der Gmünder Franziskaner in der Schmalzgrube. Es folgte ein Studium der Rechtswissenschaften an der Universität Dillingen, anschließend ab 1749 das Priesterseminar in Pfaffenhausen. 1750 feierte er die Primiz. 1751 wurde Debler Stadtkaplan in Weißenstein, 1753 Pfarrer in Wetzgau bei St. Coloman.
1757 wurde Debler zunächst Benefiziat, dann Kanoniker und Prokurator des Gmünder Kollegiatstiftes. 1776 übernahm er vom verstorbenen Johann Josef Doll die Stellung als Stiftsdekan. Nachdem das Wirken Deblers über die Grenzen der Reichsstadt hinaus bekannt geworden war, folgte unter Fürstbischof Clemens von Augsburg die Ehrung als bischöflich-augsburgischer Geistlicher Rat. Nach dem Tode des Gmünder Stiftspropstes und Augsburger Weihbischofes Franz Xaver Adelmann von Adelmannsfelden, übernahm Debler 1787 auch das Amt als Stiftspropst. 1794 erlitt Franz Xaver Debler einen Schlaganfall, weshalb er 1798 ein Rücktrittsgesuch einreichte, das vom Gmünder Rat und dem Bistum Augsburg gebilligt wurde. Franz Xaver Debler war als Chronist, Historiker und Kleriker in Gmünd aktiv, aber auch als Genealoge und Pfleger der 1616 gegründeten Balthasar-Debler-Stiftung. 1781 gründete er die Marianische Kongregation.
Der Gmünder Chronist Dominikus Debler stellte in seinen Aufzeichnungen nach Deblers Tod fest: 

„Stiftsprobst Xaver Debler war ein guter, eifriger Mann, hatte ein großes Vermögen und stund in Ansehen, hatte auch seine Schwachheiten, jedoch waren sie nicht zu Gottes Ärgerung.“

## Werke
Zu seinen Werken zählen unter anderem:
Historische
- Vom Anfang, namen und Herkommen der Stadt Gmünd, Schwäbisch Gmünd 1780er
- Bürgermeisterliste bis 1789 (Digitalisat)
- Antwort an den gelehrten Augsburger Dominikanermönch
- Kronologische Nachrichten nach Erbauung der Stadt Gmünd, Chronik vom 12. Jahrhundert bis 1792, 204 Seiten (archive.org)
- Protocollum Collegiatae Gamundiae

Geistliche
- Feyertags-Predigten auf das Jahr 1767 und auf die Hauptfeste 1786 und 1787, mehrbändig
- Anrede an die Kinder bey ihrer ersten Kommunion zur österlichen Zeite, Schwäbisch Gmünd 1786
- Gebeth- und Gesetzbuch, Verlag Benedikt Weber, Schwäbisch Gmünd 1787

Genealogisch
- Beschreibung der Deblerischen Familie, Schwäbisch Gmünd 1770